# Shabaka (vetrata)
La  shabaka è un tipo di vetrata realizzata da maestri azeri, unendo tasselli di lastre di vetro senza colla o chiodi.

## Descrizione
La shabaka è stata utilizzata per coprire pareti e aperture delle finestre di sale e stanze nel Palazzo dei Khan di Şəki. I motivi geometrici delle finestre shabaka si armonizzano con la composizione generale della facciata del palazzo. Le vetrate delle sale centrali e di quelle laterali si aprono sulla facciata. Queste vetrate sono la particolarità dell'architettura del palazzo.

## Galleria d'immagini

Shabaka
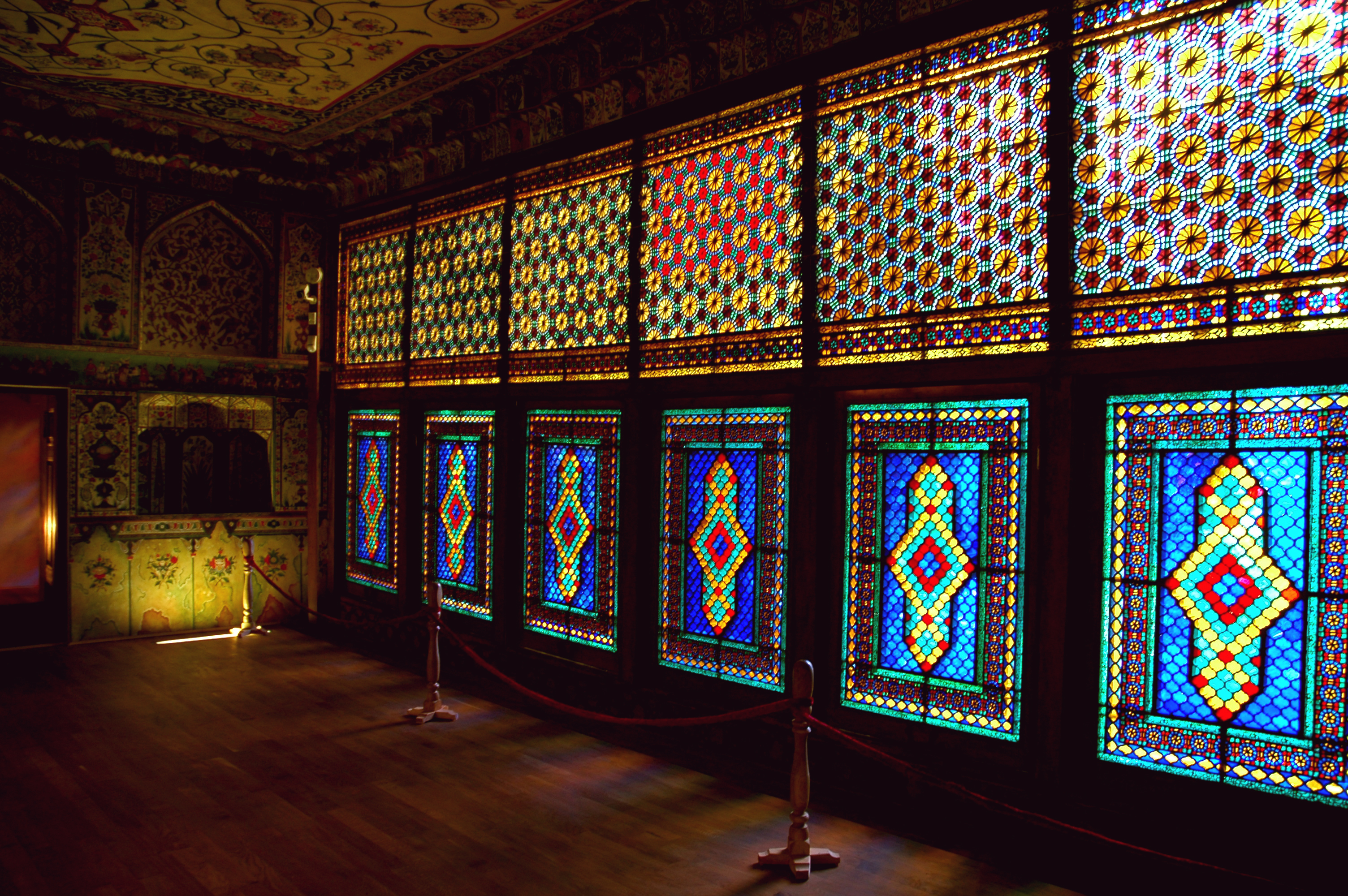
Shabaka all'interno del Palazzo dei Khan di Şəki
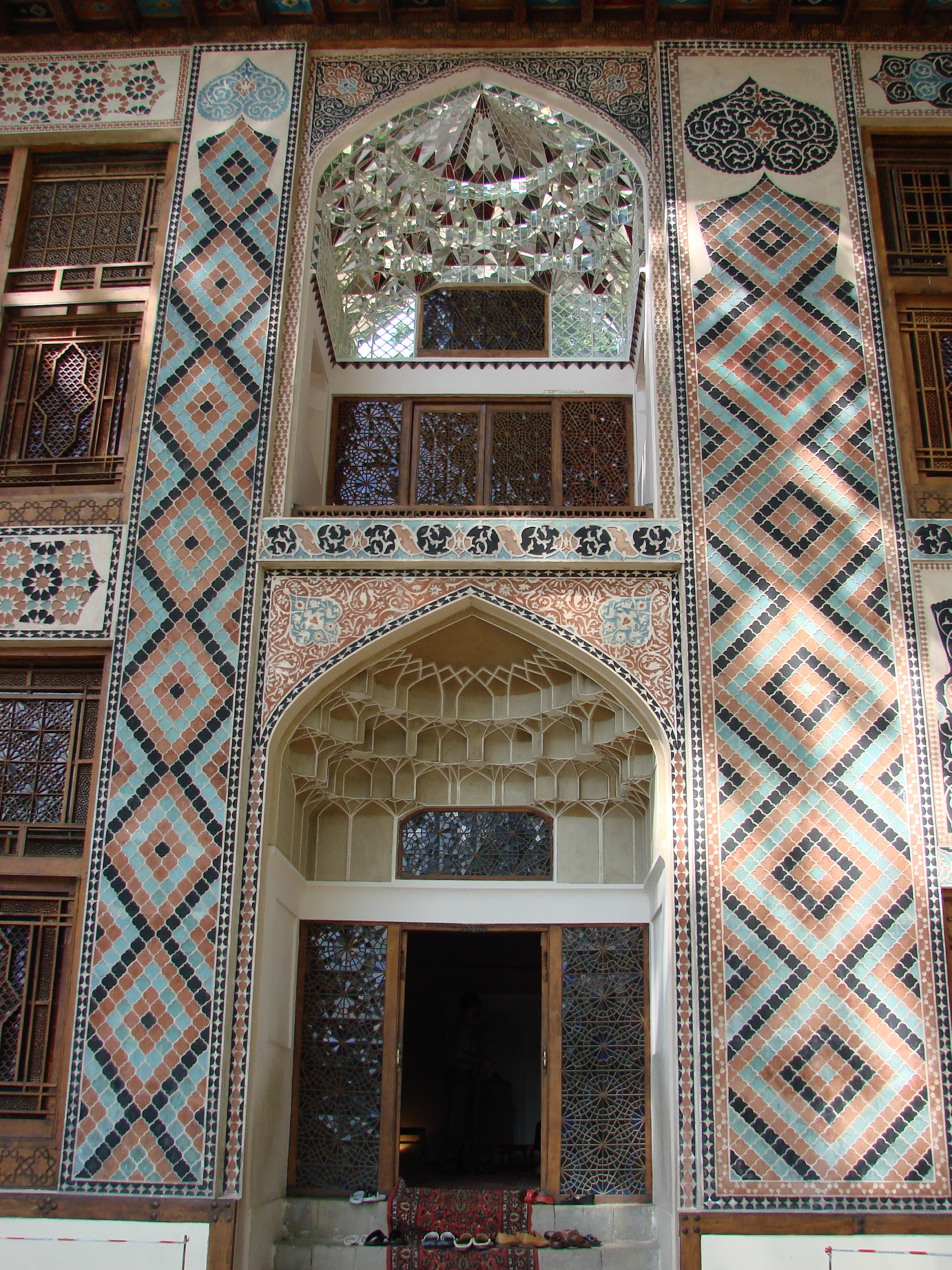
Shabaka nella facciata del Palazzo dei Khan di Şəki